# Martha Hackett
Martha Hackett (nacida el 21 de febrero de 1961) es una actriz estadounidense. Es conocida por su interpretación de Seska en trece episodios de la serie de televisión Star Trek: Voyager. Hackett es una exalumna de la Universidad de Harvard/Radcliffe College.

## Carrera
La primera experiencia de Hackett en Star Trek fue cuando audicionó para el papel de Jadzia Dax en Star Trek: Deep Space Nine, pero perdió ante Terry Farrell. Posteriormente fue elegida como miembro de la especie alienígena Terelliana en el final de Star Trek: The Next Generation, "All Good Things...". Apareció en Deep Space Nine como la subcomandante romulana T'Rul en el episodio de dos partes "The Search" de la tercera temporada.
Fue elegida para Star Trek: Voyager en el papel recurrente de Seska, una miembro bajorana de la tripulación Maquis que se unió a la Voyager después de que quedara varada en el Cuadrante Delta. Apareció por primera vez en el episodio " Parallax", donde vestía el uniforme azul de un oficial científico de la Flota Estelar ; más tarde se reveló que era un error de vestuario y posteriormente se la vio con el uniforme del departamento de operaciones. El uniforme original se vendió por $1276 ($ 1810 hoy) en la subasta "It's a Wrap!" en eBay en 2008. 
Cuando la eligieron por primera vez para el papel de Seska, no le informaron que era una espía cardassiana. Más tarde explicó que "cuando empecé yo era Seska, la miembro de los Maquis bajorana, y ellos manipularon todo lo demás al estilo de una telenovela". Hackett quedó embarazada, lo que quedó escrito en el personaje de Seska. Hackett describió a Seska como un personaje con varias capas, diciendo que "los lados más oscuros de Seska provenían de una cierta inestabilidad emocional, al menos así es como la interpreté". Seska fue asesinada en la segunda parte de "Basics", lo que fue una sorpresa para Hackett ya que previamente le enviaron una versión del guion donde Seska sobrevivió, pero su bebé murió. Sólo le dijeron que Seska moriría menos de un día antes del rodaje. Tras la muerte de su personaje, Hackett como Seska regresó a Voyager dos veces más en los episodios "Worst Case Scenario" y " Shattered". Apareció en un total de trece episodios de Voyager.
En 2001, apareció en la película independiente Question of Faith, donde interpretó al monje Anselmo. Su personaje experimentó un cambio de sexo de masculino a femenino como parte de un milagro divino. La película fue dirigida por su marido.
En 2018, apareció en el programa de juegos To Tell the Truth.[cita requerida]

## Vida personal
Hackett estuvo casada con Tim Disney y tienen dos hijos juntos. Hackett tiene una licenciatura cum laude de la  Universidad de Harvard/Radcliffe College.

## Filmografía

### Cine
| Año  | Título                                                      | Papel                 | Notas                         |
| ---- | ----------------------------------------------------------- | --------------------- | ----------------------------- |
| 1991 | Flight of Black Angel                                       | Enfermera             |                               |
| 1993 | Carnosaurio                                                 | Señorita Kroghe       |                               |
| 1994 | Leprechaun 2                                                | Detective             |                               |
| 1994 | In the Heat of Passion II: Unfaithful                       | Muriel Walters        |                               |
| 1995 | One Night Stand                                             | Nora Walsh            |                               |
| 1998 | Music from Another Room                                     | Paula                 |                               |
| 1998 | Inconceivable                                               | Jill, miembro de WOMB | Acreditada como Martha Hacket |
| 1999 | The Last Man on Planet Earth                                | Madre May la Madame   |                               |
| 1999 | Never Been Kissed                                           | Señora Knox           |                               |
| 1999 | Let the Devil Wear Black                                    | Policía #2            |                               |
| 2001 | Question of Faith                                           | Anselmo               | Acreditada como ME Hackett    |
| 2003 | The Lone Ranger                                             | Margarita             |                               |
| 2005 | Kiss Kiss Bang Bang                                         | Mujer pistolera       |                               |
| 2014 | Alexander and the Terrible, Horrible, No Good, Very Bad Day | Señora Gibson         |                               |

### Televisión
| Año       | Título                     | Papel            | Notas                                  |
| --------- | -------------------------- | ---------------- | -------------------------------------- |
| 1986      | Hill Street Blues          | Carole Green     | 2 episodas                             |
| 1989      | Hard Time on Planet Earth  |                  | Episodio: "Jesse's Fifteen Minutes"    |
| 1990      | The Marshall Chronicles    |                  | Episodio: "Friday Night Fever"         |
| 1992      | Civil Wars                 | Helen Cashman    | Episodio: "A Bus Named Desire"         |
| 1993      | Sirens                     | Camilla          | Episodio: "Guy Perfect"                |
| 1994      | Star Trek: Deep Space Nine | T'Rul            | 2 episodios                            |
| 1995–2001 | Star Trek: Voyager         | Seska            | 13 episodios                           |
| 2002      | The Guardian               | Cynthia Popper   | Episodio: "Mothers of the Disappeared" |
| 2009–2010 | I Heart Vampires           | Siona McCabre    | 6 episodios                            |
| 2009      | NCIS                       | Celia Roberts    | Episodio: "Caged"                      |
| 2012      | Last Resort                | Forest           | Episodio: "Nuke It Out"                |
| 2013      | Perception                 | Leah Sullivan    | Episodio: "Toxic"                      |
| 2014      | Masters of Sex             | Shirley          | Episodio: "Thank You for Coming"       |
| 2016–2018 | Days of Our Lives          | Pamela Van Damme | 4 episodios                            |

### Videojuegos
| Año  | Título                      | Papel                   |
| ---- | --------------------------- | ----------------------- |
| 1996 | Star Trek: Klingon          | Madre de Pok            |
| 2001 | Star Trek: Armada II        | Voces adicionales       |
| 2002 | Star Trek: Bridge Commander | Comandante Saffi Larsen |
| 2003 | Star Trek: Elite Force II   | Doctora Stevenson       |